# 杂粒拳蟹
杂粒拳蟹（学名：Philyra heterograna）为玉蟹科拳蟹属的动物。分布于日本，包括广东、东海、山东等海域，生活环境为海水，常见于水深7-30米的软泥或沙质泥的海底。